# Išed
| i | Sd · d | M1 |

| i | Sd · d | M1 |

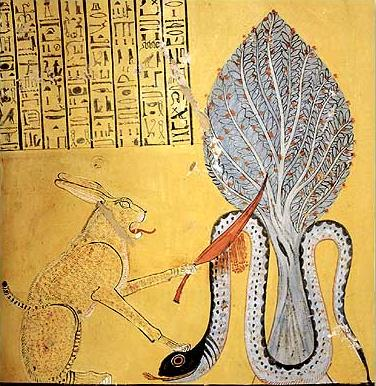
Re (v podobě kočky) klátí Apopa před stromem išedem

Išed (v egyptštině jšd) je egyptském náboženství posvátný strom. Pravděpodobně se jedná o hruškovec indický.
Už od Staré říše byl pěstován v chrámě v Iunu a byl silně spjat se slunečníjm bohem Reem. V 18. dynastii byl často panovník vyobrazován se stromem išedem, na nějž bozi (Atum, Thovt a Sešat) psali jeho jméno a dobu vlády. Jeho plody byly často obětovány bohům, v lékařském papyru byly součástí léčiv. Z jeho listů a květů se dělaly věnce.

## Další posvátné stromy
Mezi další posvátné stromy Starověkého Egypta patří fíkovník, vrba, tamaryšek, akácie a palma (hlavně palmová ratolest).

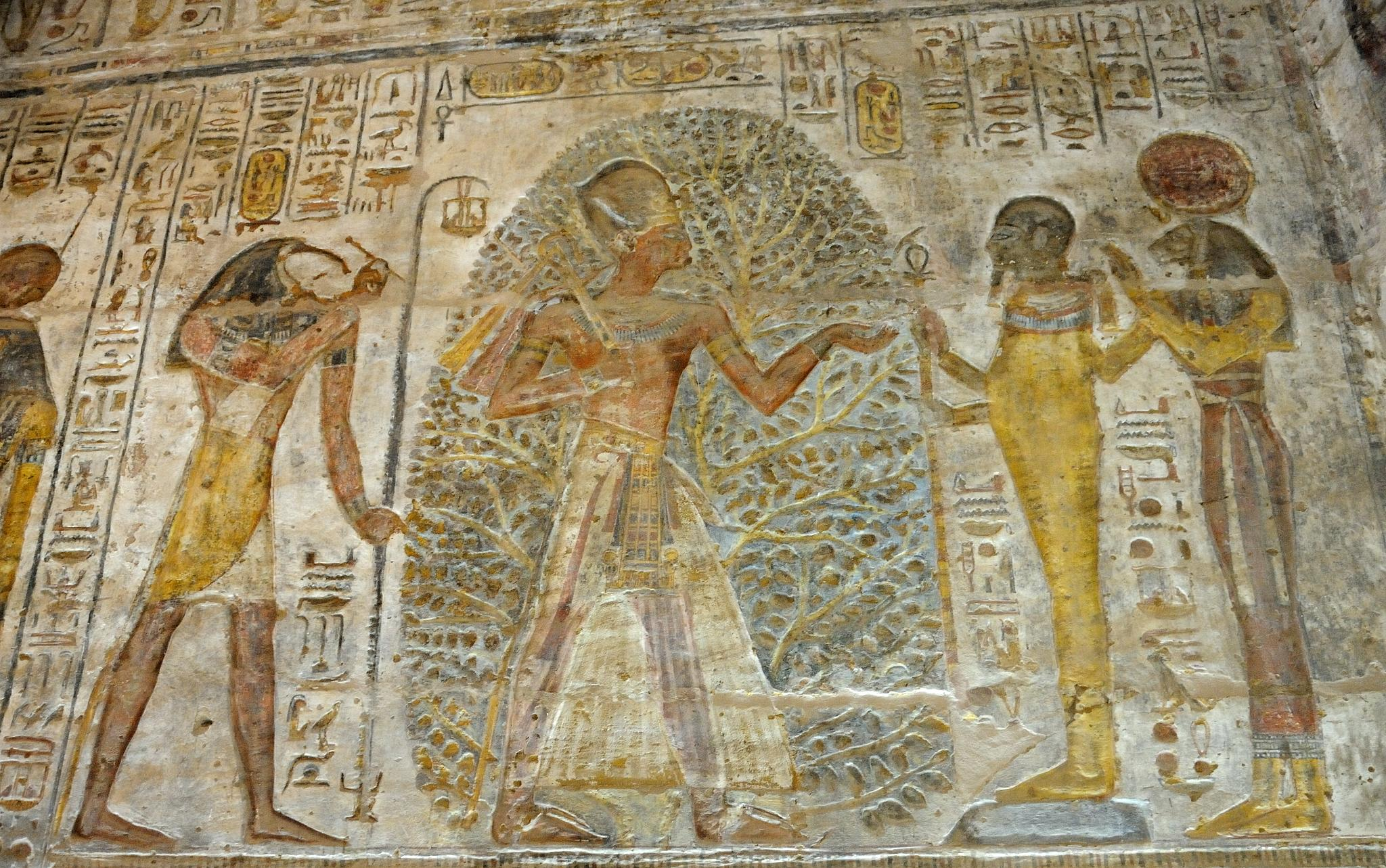
Ramesse II.
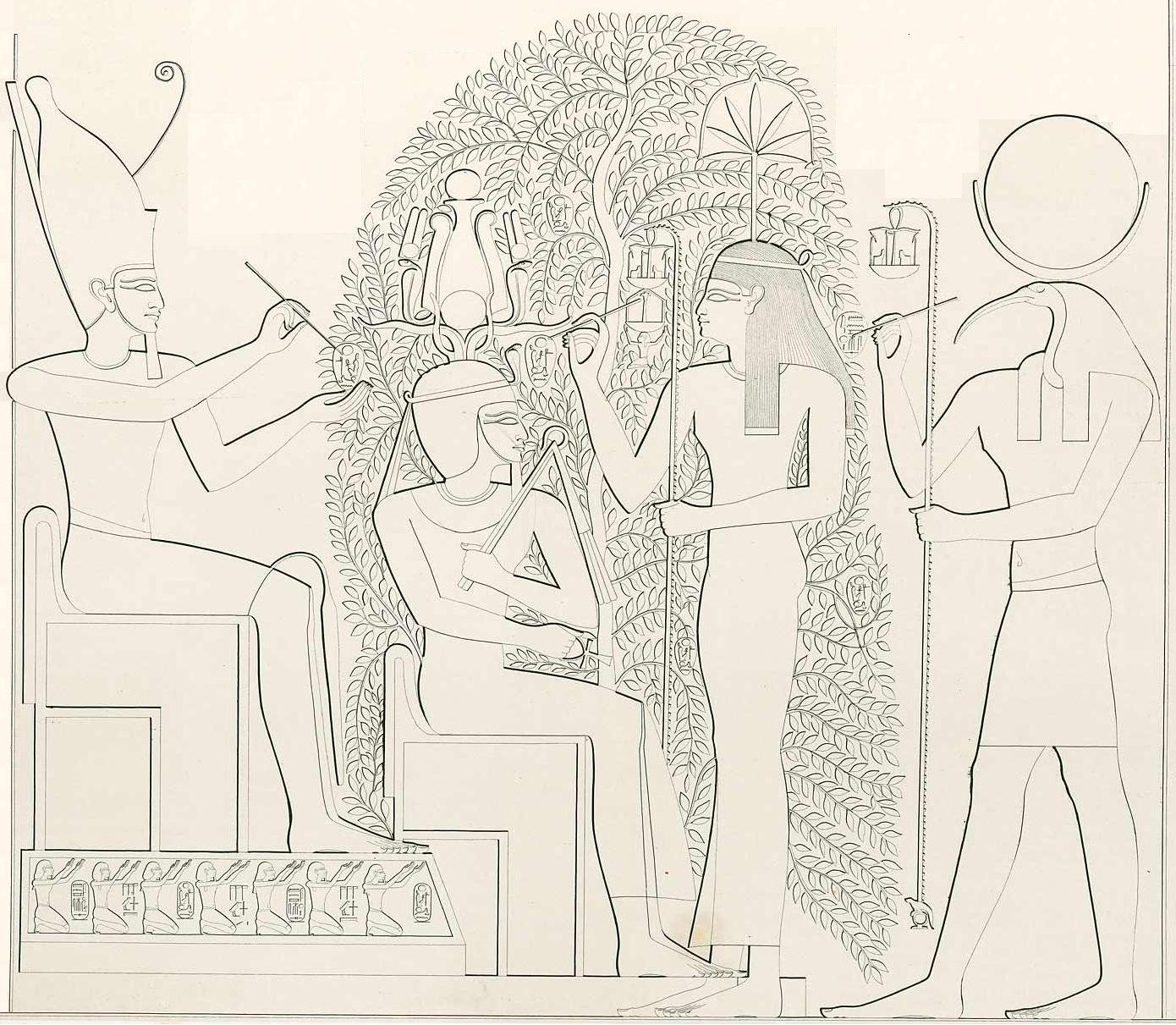
Ramesse II.
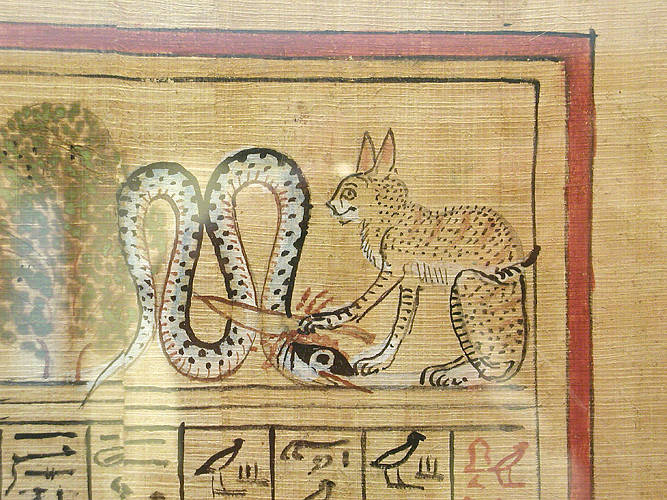
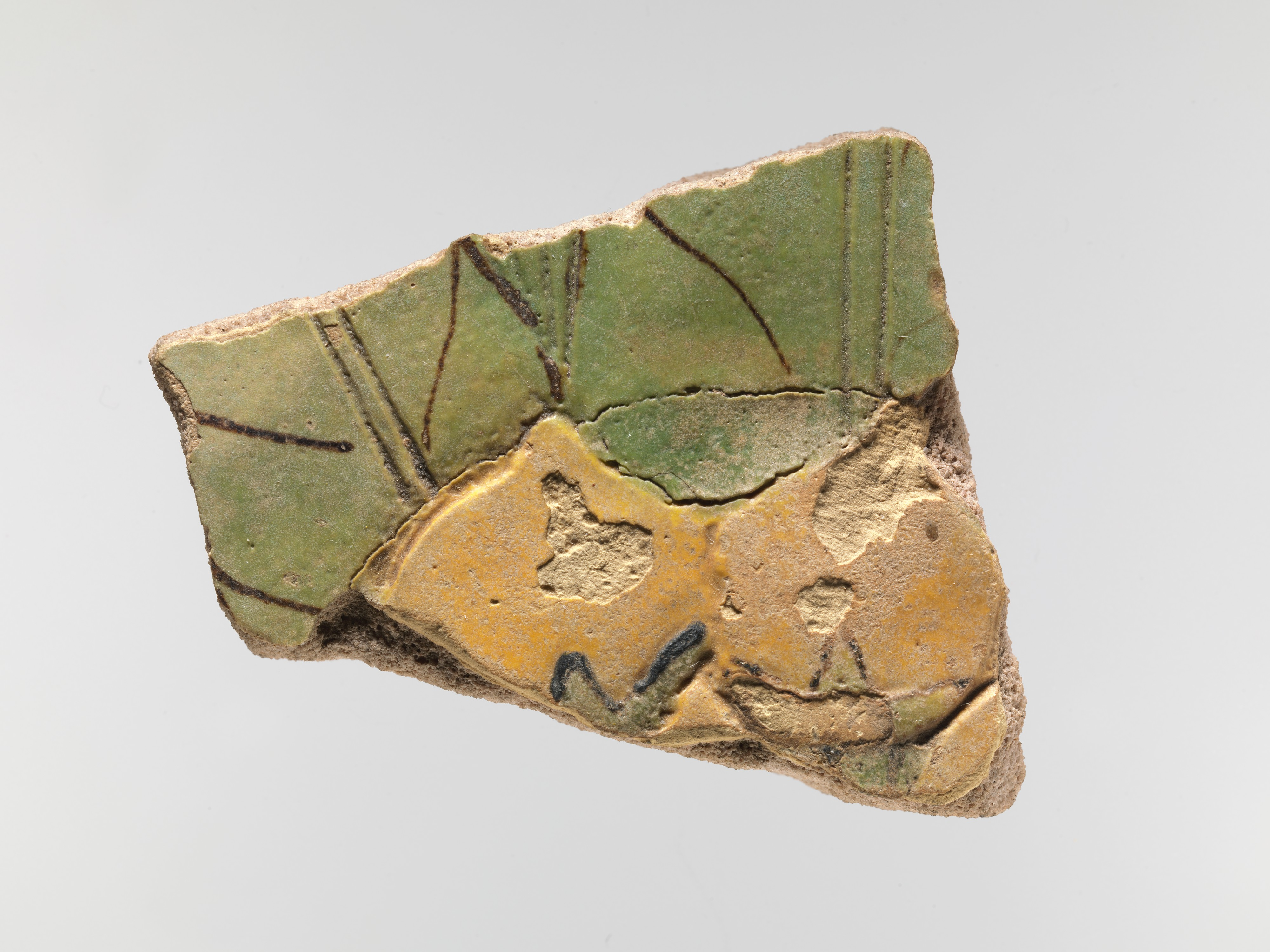
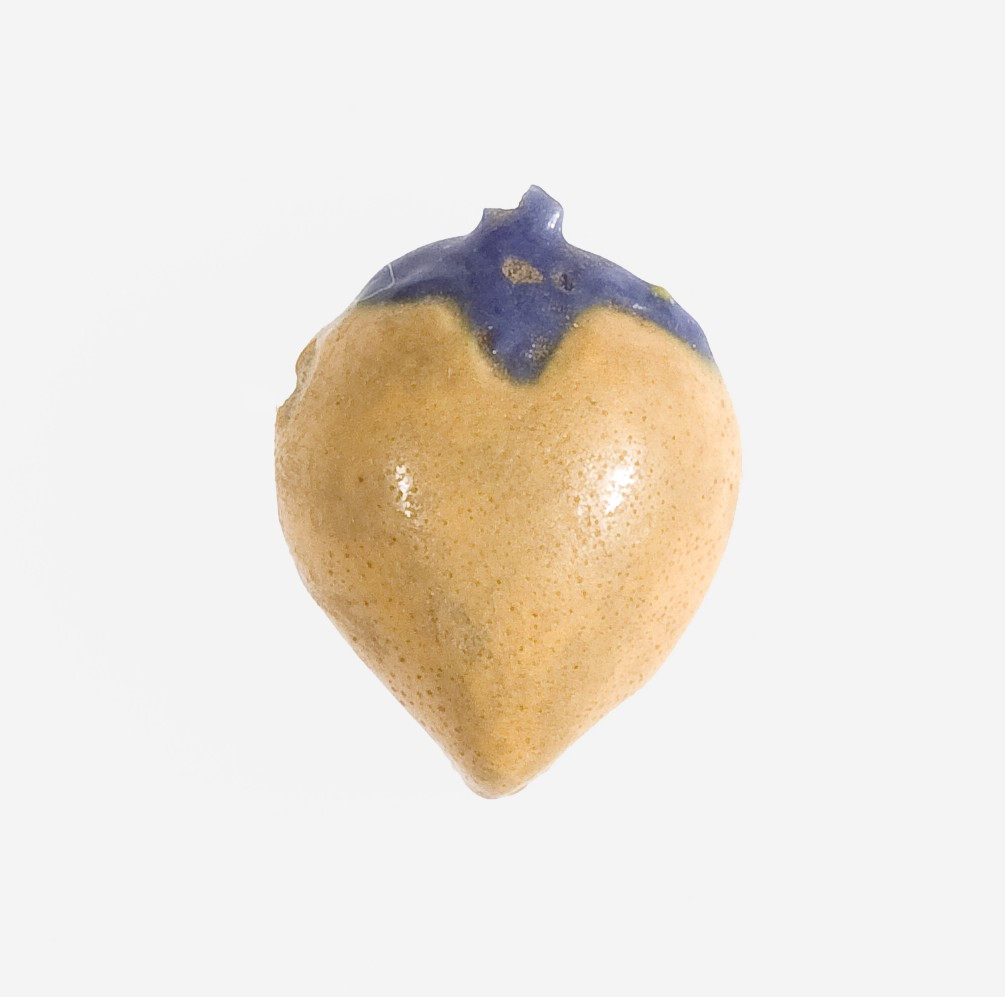
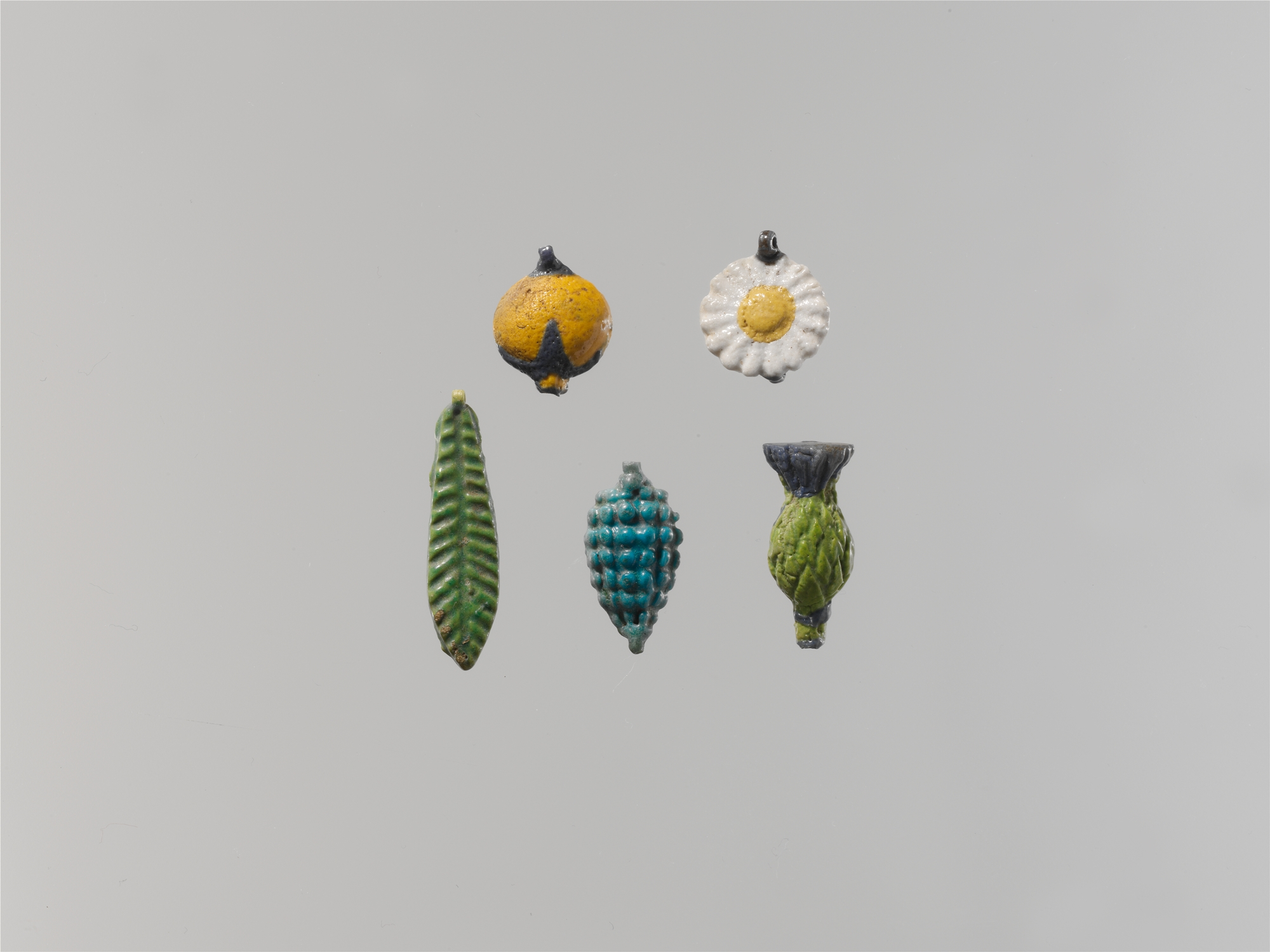
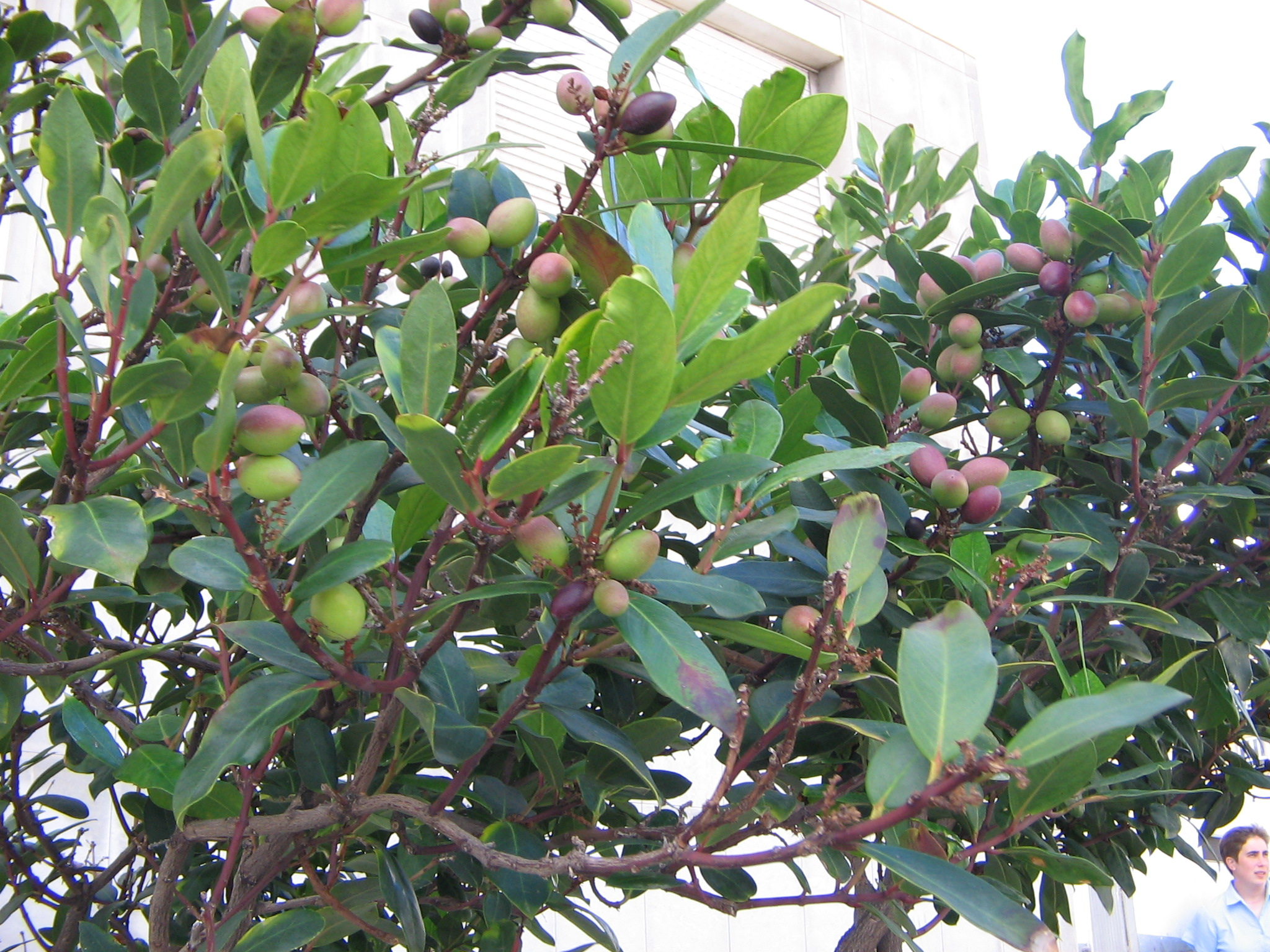
Hruškovec indický